# Mark Ruffalo

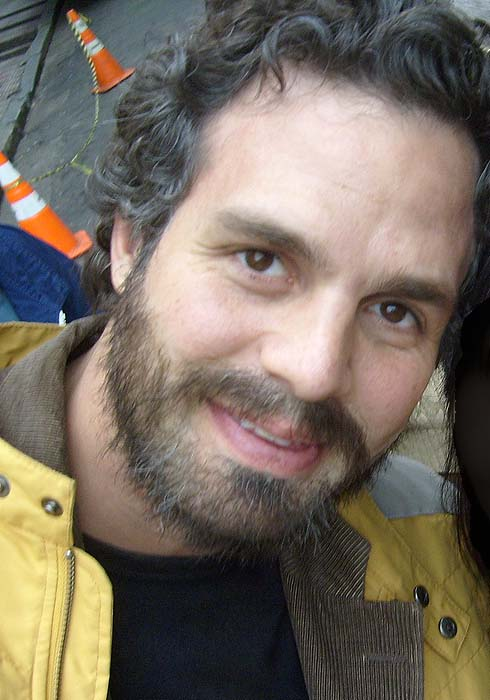
Ruffalo in 2007

Mark Alan Ruffalo (Kenosha (Wisconsin) 22 november 1967) is een Amerikaans acteur. 

## Biografie
Hij won met zijn rol in You Can Count on Me (2000) de prijs voor beste acteur op het internationaal filmfestival van Montreal en tevens een New Generation Award op de Los Angeles Film Critics Association Awards dat jaar. Zijn bekendste rol is als Hulk. Hij vertolkte deze rol sinds 2012 in de films en series The Avengers, Iron Man 3, Avengers: Age of Ultron, Thor: Ragnarok, Avengers: Infinity War, Captain Marvel, Avengers: Endgame, What If...?, Shang-Chi and the Legend of the Ten Rings en She-Hulk: Attorney at Law. In 2024 kreeg Ruffalo een ster op de Hollywood Walk of Fame.

### Privé
Ruffalo is sinds 2000 met Sunrise Coigney getrouwd, een voormalig boetiekeigenares. Samen zijn ze de ouders van een zoon en twee dochters. Er werd in 2002 een hersentumor bij hem geconstateerd. Deze bleek na nadere bestudering goedaardig en kon chirurgisch worden verwijderd. Hoewel Ruffalo's gezicht enige tijd gedeeltelijk verlamd raakte, herstelde hij daar volledig van.
Ruffalo is een van de vier kinderen van een Italiaans-Amerikaans echtpaar en heeft twee zussen. Zijn broer, Scott, werd in december 2008 dood aangetroffen voor zijn huis. Hij overleed op 39-jarige leeftijd aan de verwondingen van een geweerschot door zijn hoofd.

## Filmografie

### Film
| Jaar | Titel                                          | Rol                             | Opmerkingen                  |
| ---- | ---------------------------------------------- | ------------------------------- | ---------------------------- |
| 1992 | Rough Trade                                    | Hank                            | korte film                   |
| 1994 | Mirror, Mirror 2: Raven Dance HRVN             | Christian                       |                              |
| 1994 | There Goes My Baby                             | J.D.                            |                              |
| 1995 | Mirror, Mirror III: The Voyeur                 | Joey                            |                              |
| 1996 | The Destiny of Marty Fine                      | Brett                           |                              |
| 1996 | The Dentist                                    | Steve Landers                   |                              |
| 1996 | Blood Money                                    | Attorney                        |                              |
| 1996 | The Last Big Thing                             | Brent Benedict                  |                              |
| 1998 | Safe Men                                       | Frank                           |                              |
| 1998 | 54                                             | Ricko                           |                              |
| 1999 | How Does Anyone Get Old?                       | Johnnie                         | korte film                   |
| 1999 | A Fish in the Bathtub                          | Joel                            |                              |
| 1999 | Ride with the Devil                            | Alf Bowden                      |                              |
| 2000 | You Can Count on Me                            | Terry Prescott                  |                              |
| 2000 | Committed                                      | T-Bo                            |                              |
| 2001 | The Last Castle                                | Yates                           |                              |
| 2001 | Apartment 12                                   | Alex                            |                              |
| 2002 | XX/XY                                          | Coles                           |                              |
| 2002 | Windtalkers                                    | Private Pappas                  |                              |
| 2003 | My Life Without Me                             | Lee                             |                              |
| 2003 | View from the Top                              | Ted Stewart                     |                              |
| 2003 | In the Cut                                     | Detective Giovanni A. Malloy    |                              |
| 2004 | We Don't Live Here Anymore                     | Jack Linden                     | alsook executive producer    |
| 2004 | Eternal Sunshine of the Spotless Mind          | Stan                            |                              |
| 2004 | 13 Going on 30                                 | Matt Flamhaff                   |                              |
| 2004 | Collateral                                     | Ray Fanning                     |                              |
| 2005 | Just Like Heaven                               | David Abbott                    |                              |
| 2005 | Rumor Has It                                   | Jeff Daly                       |                              |
| 2006 | All the King's Men                             | Adam Stanton                    |                              |
| 2007 | Chicago 10                                     | Jerry Rubin (stem)              |                              |
| 2007 | Zodiac                                         | Inspector Dave Toschi           |                              |
| 2007 | Reservation Road                               | Dwight Arno                     |                              |
| 2008 | Blindness                                      | Doctor                          |                              |
| 2008 | What Doesn't Kill You                          | Brian Reilly                    |                              |
| 2009 | The Brothers Bloom                             | Stephen                         |                              |
| 2009 | Where the Wild Things Are                      | Adrian                          |                              |
| 2009 | Sympathy for Delicious                         | Joe                             | alsook director and producer |
| 2010 | The Kids Are All Right                         | Paul Hatfield                   |                              |
| 2010 | Shutter Island                                 | Chuck Aule / Dr. Lester Sheehan |                              |
| 2010 | Date Night                                     | Brad Sullivan                   |                              |
| 2011 | Margaret                                       | Gerald Maretti                  |                              |
| 2012 | The Avengers                                   | Bruce Banner / Hulk             |                              |
| 2013 | Iron Man 3                                     | Bruce Banner / Hulk             | post-credit scène            |
| 2013 | Thanks for Sharing                             | Adam                            |                              |
| 2013 | Now You See Me                                 | Dylan Rhodes                    |                              |
| 2013 | Begin Again                                    | Dan Mulligan                    |                              |
| 2014 | Infinitely Polar Bear                          | Cam Stuart                      | alsook executive producer    |
| 2014 | Foxcatcher                                     | Dave Schultz                    |                              |
| 2015 | Avengers: Age of Ultron                        | Bruce Banner / Hulk             |                              |
| 2015 | Spotlight                                      | Michael Rezendes                |                              |
| 2016 | Now You See Me 2                               | Dylan Rhodes                    |                              |
| 2016 | Team Thor: Civil War - While You Were Fighting | Bruce Banner / Hulk             | korte film                   |
| 2017 | Thor: Ragnarok                                 | Bruce Banner / Hulk             |                              |
| 2018 | Avengers: Infinity War                         | Bruce Banner / Hulk             |                              |
| 2019 | Captain Marvel                                 | Bruce Banner / Hulk             | post-creditsscène            |
| 2019 | Avengers: Endgame                              | Bruce Banner / Hulk             |                              |
| 2019 | Dark Waters                                    | Robert Bilott                   | alsook producer              |
| 2021 | Shang-Chi and the Legend of the Ten Rings      | Bruce Banner                    | post-credit scène            |
| 2022 | The Adam Project                               | Louis Reed                      |                              |
| 2023 | Poor Things                                    | Duncan Wedderburn               |                              |
| 2025 | Mickey 17                                      | Hieronymous Marshall            |                              |

### Televisie
| Jaar      | Titel                        | Rol                                                   | Notes                                       |
| --------- | ---------------------------- | ----------------------------------------------------- | ------------------------------------------- |
| 1989      | CBS Summer Playhouse         | Michael Dunne                                         | aflevering: "American Nuclear"              |
| 1994      | Due South                    | Vinnie Webber                                         | aflevering: "A Cop, a Mountie, and a Baby"  |
| 1997      | On the 2nd Day of Christmas  | Bert                                                  | televisiefilm                               |
| 1998      | Houdini                      | Theo                                                  | televisiefilm                               |
| 2000      | The Beat                     | Zane Marinelli                                        | acht afleveringen                           |
| 2008      | Penn & Teller: Bullshit!     | Himself                                               | aflevering: "World Peace"                   |
| 2014      | The Normal Heart             | Alexander "Ned" Weeks                                 | televisiefilm; alsook executive producer    |
| 2020      | I Know This Much Is True     | Dominick Birdsey / Thomas Birdsey                     | zes afleveringen; alsook executive producer |
| 2021-2024 | What If...?                  | Bruce Banner / Hulk & Bruce Banner / Mega-Hulk (stem) | vijf afleveringen                           |
| 2022      | She-Hulk: Attorney at Law    | Bruce Banner / Hulk                                   | drie afleveringen                           |
| 2023      | All The Light You Cannot See | Daniel LeBlanc                                        | vier afleveringen                           |